# Zorobabel, Abioud et Éliakim

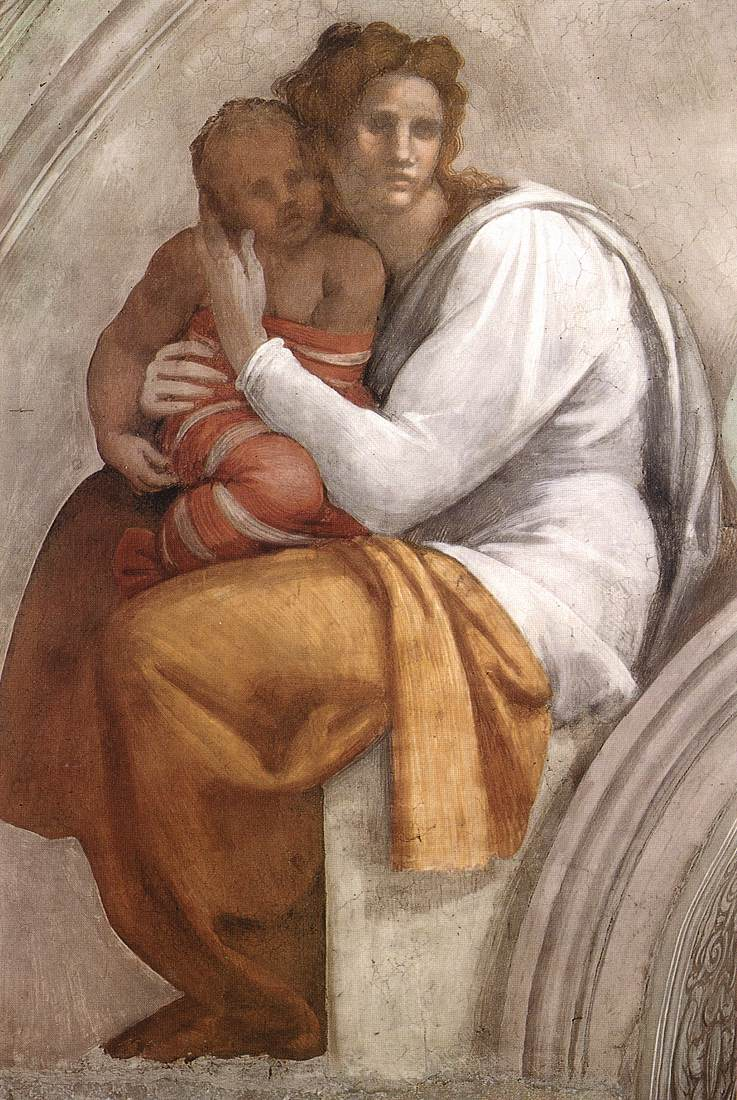
Détail.

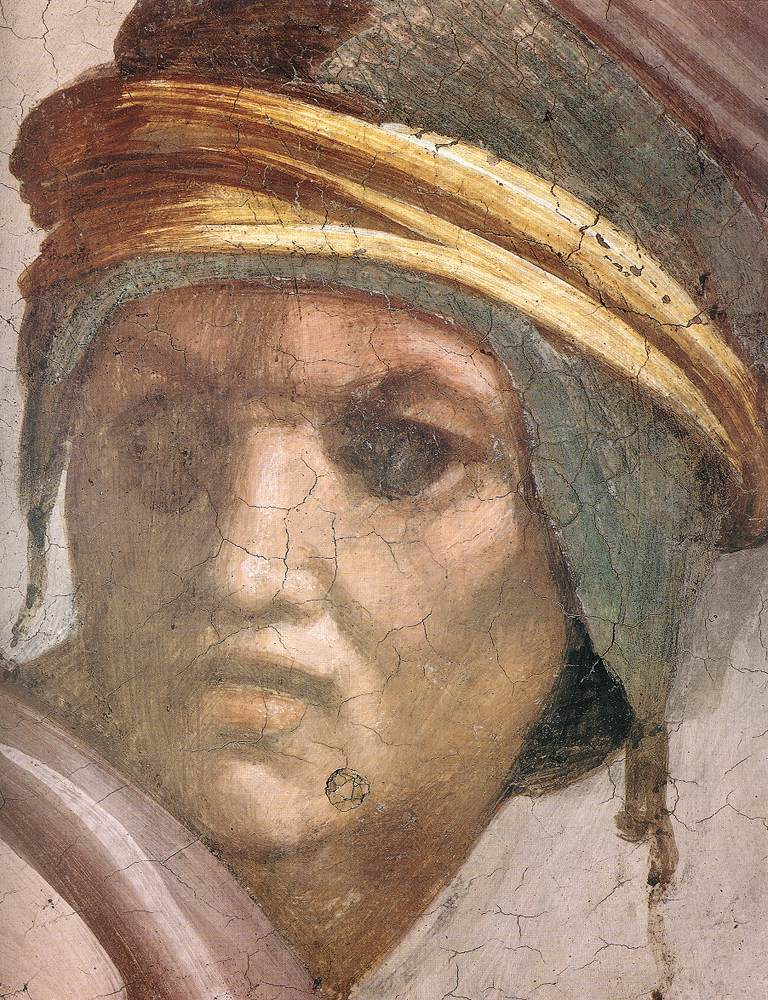
Détail.

La lunette de Zorobabel, Abioud et Éliakim, décorée à la fresque par Michel-Ange vers 1508-1511, fait partie de la décoration des murs de la chapelle Sixtine dans les Musées du Vatican à Rome. Elle a été réalisée dans le cadre des travaux de décoration de la voûte, commandés par Jules II.

## Histoire
Les lunettes, qui contiennent la série des Ancêtres du Christ, ont été réalisées, comme le reste des fresques de la voûte, en deux phases, à partir du mur du fond, en face de l'autel. Les derniers épisodes, d'un point de vue chronologique, des histoires ont donc été les premiers à être peints. À l'été 1511, la première moitié de la chapelle devait être achevée, nécessitant le démontage de l'échafaudage et sa reconstruction dans l'autre moitié. La deuxième phase, qui a débuté en octobre 1511, s'est terminée un an plus tard, juste à temps pour le dévoilement de l'œuvre la veille de la Toussaint 1512.
Parmi les parties les plus noircies de la décoration de la chapelle, les lunettes ont été restaurées avec des résultats étonnants en 1986.
La lunette de Zorobabel, Abioud et Éliakim est probablement la cinquième à être peinte par Michel-Ange.

## Description et style
Les lunettes suivent la généalogie du Christ à partir de l'Évangile de Matthieu. Zorobabel, Abioud et Éliakim sont représentés dans l'avant-dernière lunette du mur droit ; l'un des trois personnages, mais on ne sait pas lequel, est représenté dans le groupe familial du voutain au-dessus.
Elle est organisée avec un groupe de personnages sur chaque moitié, entrecoupé du cartouche avec les noms des protagonistes écrits en capitales romaines :«  ZOROBABEL / ABIVD / ELIACHIM ».
En raison de l'absence d'indications précises et d'attributs iconographiques, il est impossible de retracer l'identité des personnages. Leur disposition semble inspirée par une recherche de correspondances symétriques, en l'occurrence une femme à gauche et un homme à droite, assis et penchés de profil, mais avec la tête tournée vers le spectateur, avec un enfant sur les genoux ou à côté.
D'un geste maternel et protecteur, la femme serre l'enfant contre elle. Elle porte une robe de couleur claire, les jambes recouvertes d'un manteau jaune ; l'enfant est enveloppé dans un tissu rouge resserré par une gaze blanche qui dessine des rayures. Les personnages ont été exécutés avec une concision rapide, ressemblant à des croquis puissants lorsqu'ils sont vus de près. L'attaque du « jour » longe la ligne du dos de la femme, montrant comment sa silhouette, au moins sommairement, aurait déjà pu être conçue par un dessin.
La couleur de ce groupe est très vive et contraste avec celle plus sombre du groupe de droite, dans laquelle on voit un homme enveloppé d'un manteau violet, coiffé d'un grand bonnet vert avec une bande jaune, peint à sec. L'enfant à genoux, représenté avec des coups de pinceau plus sommaires pour marquer son appartenance au second plan, plus flou que le premier plan, semble tenter d'attirer l'attention de l'homme, avec une expression un peu anxieuse.